# 大竹洋平
大竹 洋平（おおたけ ようへい、1989年5月2日 - ）は、埼玉県八潮市出身の元プロサッカー選手。ポジションはミッドフィールダー（MF）及びフォワード (FW)。

## 来歴

### 初期
3歳でサッカーを始める。小学生の頃から中村俊輔のプレーを研究し、同選手に似たプレースタイルやキックフォームを見せるようになる。関東トレセンに選出された際にFC東京から評価され、2002年から同クラブの下部組織に入った。当時は全てのPKを任されていた。2007年のJリーグユース選手権大会では5得点を挙げ、攻撃の起点としてチームの優勝に貢献した。同期には椋原健太、廣永遼太郎、丸山祐市、田端信成、岡田翔平、田中奏一、宮阪政樹、井澤惇、加藤淳也など。

### FC東京
2008年、椋原、廣永と共にトップチームに昇格。積極的に好機を演出してアピールに成功し、同年3月8日の開幕戦神戸戦（自身の高校卒業式当日）でプロデビュー。4月19日のJ1第7節川崎戦においてプロ初得点をループシュートで決めると、同月21日、U-23日本代表候補に追加招集され、反町康治オリンピック代表監督から「ゲームの流れを変えられる選手。たぐいまれな個性がある」と評される など注目を集めた。以後、オフ・ザ・ボールの動きを試行錯誤し苦しんだものの、J1第24節大宮戦でフリーキックでの得点を決めるなど、チーム3位タイの4得点を挙げ存在感を示した。
2009年、クラブ首脳陣からの厚い期待を受けて4年契約を締結し、背番号もリオネル・メッシに因んで「30」から「19」へ変更。しかし同年は対戦相手に得意の左足が封じられると、城福浩監督からも「さらなる成長がないと、この壁は越えられない」 と厳しい評価を下され、出場機会が激減。得点も3月29日のナビスコカップ予選リーグ第2節・神戸戦での1得点にとどまった。また、この年からJリーグ選手協会（日本プロサッカー選手会）の副支部長を務めている。
2010年、5月22日のナビスコカップ予選リーグ第3節新潟戦で14か月ぶりとなる得点を決める。相手GKのタイミングをずらしてのシュートに、城福監督から「指導者が指導できない発想で点を取ってくれた」 と称えられた。同年9月のJ1第24節からは城福に替わり大熊清監督が指揮を執ったが、怪我人の復帰に伴うメンバー再編や、FWのリカルジーニョが大竹と同じ攻撃的MFにポジションを変えたことなどから、大熊就任以降のリーグ戦での出場は3試合にとどまった。しかし、控え組主体 で臨んだ天皇杯4回戦千葉戦では2得点の活躍。「最後まで（フル出場しても）運動量が落ちなかった」「自分に自信をもってプレーできている」と成長を実感。大熊は2011年の指揮を執るにあたって「狭いところでパスを出せる田邉草民と大竹洋平をホントに鍛え、戦力にしたい」と名指して期待を示した が、田邉が出場機会を増やす一方で大竹は途中出場が続いた。

### セレッソ大阪
2011年8月、攻撃的MF補強を急務としていたセレッソ大阪へ期限付き移籍。レヴィー・クルピ監督からはキープ力や組み立て、シュート、ゴール前への飛び込みなどで高評価を受けており、自身初出場となったAFCチャンピオンズリーグでは鮮やかな連携を見せたものの 出場機会は乏しく、シーズン終了をもってFC東京へ復帰。

### FC東京復帰
2012年も控えからのスタートとなったが、バイタルエリアで違いを作れる選手として4月17日のACL・北京国安戦で先発出場の機会を掴み、1得点を挙げる活躍を見せた。主力として定着しつつあったが、同月末の練習中に負傷。後に左前十字靱帯及び左膝内側半月板の損傷と診断され 戦線から離脱。2013年夏場にかけて復調しつつあった。
2013年8月にリーグ戦ベンチ入りを果たし、同月、中学生時に関東トレセンで指導を受けたチョウ・キジェ が率いる湘南ベルマーレへ期限付き移籍。高い技術を発揮して 早々にチームにフィット。相手の隙を突く巧みなパスや プレースキックで決定機を演出し、攻撃を勢い付けた。同年11月の練習試合中に右膝前十字靭帯を断裂し 長期離脱を強いられた。2014年より湘南へ完全移籍。同年8月、J2第27節栃木戦で復帰。2015年はシャドーの位置から攻撃の起点となり、味方の走力を活かした。湘南に在籍した3年半の間に自身に足りなかったという走力と球際で戦う意識を向上させた。

### ファジアーノ岡山
FC東京でも指導を受けた恩師長澤徹監督から声がかかり、2017年にファジアーノ岡山へ完全移籍。チームでは希少な創造性を有する選手として 得点に絡んだ。

### V・ファーレン長崎
2018年12月、2019年シーズンよりV・ファーレン長崎に完全移籍で加入することが発表された。

### アルビレックス新潟シンガポール
2023年12月13日、2024-25シーズンよりアルビレックス新潟シンガポールに完全移籍で加入することが発表された。
2024-2025シーズンでアルビレックス新潟シンガポールを契約満了となり、同シーズンをもって現役を引退した。

## 所属クラブ
- 1996年 - 2001年 八潮中央サッカースポーツ少年団 (八潮市立八條小学校[4])
- 2002年 - 2004年 FC東京U-15 / FC東京U-15深川[注 1] (八潮市立八條中学校[4])
- 2005年 - 2007年 FC東京U-18 (埼玉県立八潮高等学校[1])
- 2008年 - 2013年  FC東京
  - 2011年8月 - 同年12月  セレッソ大阪 (期限付き移籍)
  - 2013年8月 - 同年12月  湘南ベルマーレ (期限付き移籍)
- 2014年 - 2016年  湘南ベルマーレ
- 2017年 - 2018年  ファジアーノ岡山
- 2019年 - 2023年  V・ファーレン長崎
- 2024年 - 2025年  アルビレックス新潟シンガポール

## 個人成績
| 国内大会個人成績 | 国内大会個人成績 | 国内大会個人成績 | 国内大会個人成績 | 国内大会個人成績 | 国内大会個人成績 | 国内大会個人成績 | 国内大会個人成績 | 国内大会個人成績 | 国内大会個人成績 | 国内大会個人成績 | 国内大会個人成績 |
| 年度             | クラブ           | 背番号           | リーグ           | リーグ戦         | リーグ戦         | リーグ杯         | リーグ杯         | オープン杯       | オープン杯       | 期間通算         | 期間通算         |
| 年度             | クラブ           | 背番号           | リーグ           | 出場             | 得点             | 出場             | 得点             | 出場             | 得点             | 出場             | 得点             |
| 日本             | 日本             | 日本             | 日本             | リーグ戦         | リーグ戦         | リーグ杯         | リーグ杯         | 天皇杯           | 天皇杯           | 期間通算         | 期間通算         |
| ---------------- | ---------------- | ---------------- | ---------------- | ---------------- | ---------------- | ---------------- | ---------------- | ---------------- | ---------------- | ---------------- | ---------------- |
| 2008             | FC東京           | 30               | J1               | 23               | 4                | 4                | 0                | 0                | 0                | 27               | 4                |
| 2009             | FC東京           | 19               | J1               | 13               | 0                | 6                | 1                | 1                | 0                | 20               | 1                |
| 2010             | FC東京           | 19               | J1               | 14               | 2                | 6                | 1                | 5                | 2                | 25               | 5                |
| 2011             | FC東京           | 19               | J2               | 11               | 1                | -                | -                | -                | -                | 11               | 1                |
| 2011             | C大阪            | 7                | J1               | 5                | 1                | 1                | 0                | 3                | 1                | 9                | 2                |
| 2012             | FC東京           | 19               | J1               | 3                | 0                | 0                | 0                | 1                | 0                | 4                | 0                |
| 2013             | FC東京           | 19               | J1               | 0                | 0                | 1                | 0                | -                | -                | 1                | 0                |
| 2013             | 湘南             | 40               | J1               | 9                | 1                | -                | -                | 1                | 0                | 10               | 1                |
| 2014             | 湘南             | 7                | J2               | 13               | 0                | -                | -                | 1                | 0                | 14               | 0                |
| 2015             | 湘南             | 7                | J1               | 17               | 0                | 3                | 0                | 0                | 0                | 20               | 0                |
| 2016             | 湘南             | 7                | J1               | 8                | 1                | 5                | 0                | 0                | 0                | 13               | 1                |
| 2017             | 岡山             | 10               | J2               | 29               | 3                | -                | -                | 2                | 0                | 31               | 3                |
| 2018             | 岡山             | 10               | J2               | 17               | 1                | -                | -                | 0                | 0                | 17               | 1                |
| 2019             | 長崎             | 20               | J2               | 39               | 4                | 3                | 0                | 2                | 0                | 44               | 4                |
| 2020             | 長崎             | 20               | J2               | 24               | 5                | -                | -                | -                | -                | 24               | 5                |
| 2021             | 長崎             | 20               | J2               | 10               | 0                | -                | -                | 2                | 2                | 12               | 2                |
| 2022             | 長崎             | 20               | J2               | 18               | 0                | -                | -                | 3                | 0                | 21               | 0                |
| 2023             | 長崎             | 20               | J2               | 6                | 0                | -                | -                | 0                | 0                | 6                | 0                |
| 通算             | 日本             | 日本             | J1               | 92               | 9                | 26               | 2                | 11               | 3                | 129              | 14               |
| 通算             | 日本             | 日本             | J2               | 167              | 14               | 3                | 0                | 10               | 2                | 180              | 16               |
| 総通算           | 総通算           | 総通算           | 総通算           | 259              | 23               | 29               | 2                | 21               | 5                | 309              | 30               |

- 2008年3月8日：Jリーグ初出場 - J1第1節 vsヴィッセル神戸 (味の素)
- 2008年4月19日：Jリーグ初得点 - J1第7節 vs川崎フロンターレ (味の素)

| 国際大会個人成績 | 国際大会個人成績 | 国際大会個人成績 | 国際大会個人成績 | 国際大会個人成績 |
| 年度             | クラブ           | 背番号           | 出場             | 得点             |
| AFC              | AFC              | AFC              | ACL              | ACL              |
| ---------------- | ---------------- | ---------------- | ---------------- | ---------------- |
| 2011             | C大阪            | 7                | 2                | 0                |
| 2012             | FC東京           | 19               | 1                | 1                |
| 通算             | AFC              | AFC              | 3                | 1                |

その他の国際公式戦
- 2010年
  - スルガ銀行チャンピオンシップ 1試合0得点

## 代表歴
- 2008年
  - U-19日本代表候補
  - U-23日本代表候補[8]
- 2009年 U-20日本代表候補

## タイトル
- 日本クラブユースサッカー選手権 (U-15)大会 (2003年[30])
- Jリーグユース選手権大会 (2007年[30])
- ヤマザキナビスコカップ (2009年[30])
- スルガ銀行チャンピオンシップ (2010年[30])
- Jリーグ ディビジョン2 (2014年)